# Bocksee (Weimar)
Unweit der Kaiserlinden auf dem Großen Ettersberg liegt der durch einen Erdfall gebildete Bocksee. Der Bocksee ist ein kleiner länglicher, temporär wasserführender Erdfall.
Laut Günther Hänse bedeutet Bocksee aus dem Mittelhochdeutschen „nasse Senke im Wald“.
Bei diesem Weiher wurde u. a. die Spinnenart Breithorn-Stierköpfchen (Panamomops mengei Simon, 1926) gefunden, die auf der Roten Liste steht, deren Bestand aber als ungefährdet gilt. Dessen Südseite ist sumpfig mit lockeren Baumbeständen. Erdgeschichtlich stammt der Bocksee aus der Trias.
Der Bocksee steht auf der Liste der Naturdenkmale in Weimar und auf der Liste der Geotope in Weimar.